# Jason Hicks
Jason Hicks (nascut el 16 de gener de 1990) és un futbolista neozelandès que actualment juga com a centrecampista per l'Auckland City del Campionat de Futbol de Nova Zelanda.

## Trajectòria per club
Hicks va iniciar la seva carrera esportiva amb l'equip juvenil del Waitakere United on hi jugà fins al juliol de 2009. Després va ser transferit a l'equip professional del Waitakere United on hi debutà el 7 de novembre en un partit de la Lliga de Campions de l'OFC contra l'AS Manu-Ura en què guanyaren 2 a 0. Aquella temporada però, tan sols jugà un partit més.
El juliol de 2010 va ser transferit al Waikato FC. Aquella temporada inicial amb el Waikato Hicks va jugar en 13 partits marcant un total de 5 gols. La temporada 2011-12 en la lliga va jugar en 12 partits marcant 2 gols per l'equip.
El 2012 va ser transferit a l'Auckland City. Debutà el 3 de novembre en un partit contra el Canterbury United en què guanyaren per un 5–2.

## Trajectòria internacional
El 2007 Hicks va formar part de la selecció neozelandesa sub-17 que viatjaria a Corea del Sud per participar en el Campionat del Món de la FIFA sub-17 de 2007. En aquell torneig Nova Zelanda perdé cadascun dels tres partits en què jugà.